# Ясківка андійська
Ясківка андійська (Orochelidon andecola) — вид горобцеподібних птахів родини ластівкових (Hirundinidae). Мешкає в Андах.

## Опис

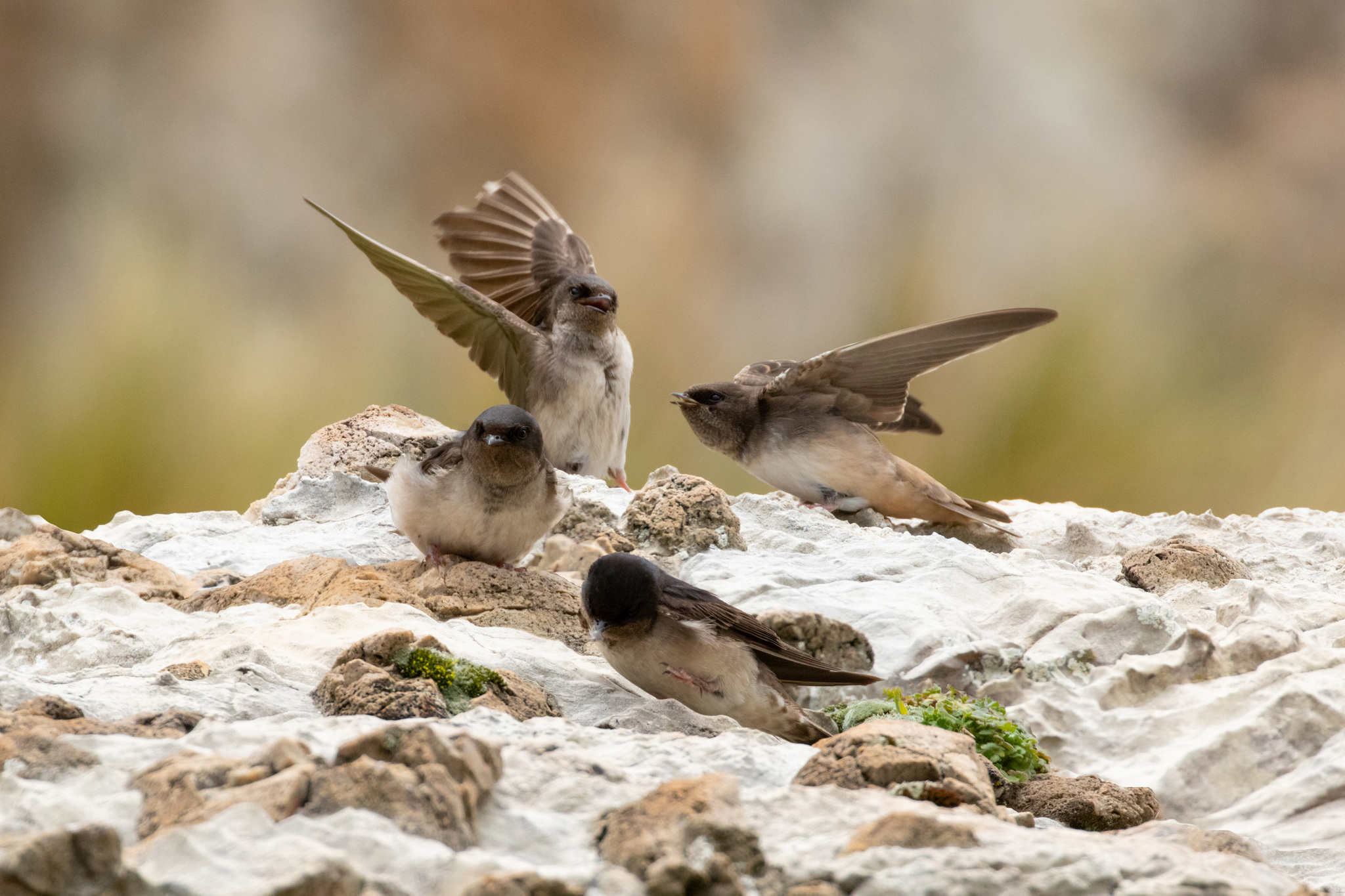
Андійські ясківки

Довжина птаха становить 13,5-14 см. Голова і верхня частина тіла тьмяно-синювато-чорні, надхвістя світло-коричнева. Горло і груди попелясто-коричневі, решта нижньої частини тіла білувата. Хвіст дещо роздвоєний.

## Підвиди
Виділяють два підвиди:
- O. a. oroyae (Chapman, 1924) — центральне Перу (Хунін);
- O. a. andecola (d'Orbigny & Lafresnaye, 1837) — південь Перу, крайня північ Чилі (Аріка, Тарапака), центральна і південна Болівія та північний захід Аргентини (Сальта, Жужуй).

## Поширення і екологія
Андійські ясківки мешкають в Перу, Болівії, Чилі і Аргентині. Вони живуть на високогірних луках пуна, на берегах гірських струмків та на болотах в регіоні Альтіплано. Зустрічаються на висоті від 2500 до 4400 м над рівнем моря. Зустрічаються парами або невеликими зграйками, іноді разом з патагонськими ластовицями. Живляться комахами, яких ловлять в польоті. Гніздяться в тріщинах серед скель і під стріхами будинків.